# Robert Jocelyn (1er comte de Roden)
Jocelyn Robert, 1er comte de Roden (baptisé le 31 juillet 1731 – 21 juin 1797) est un homme politique irlandais.
Il est le seul fils de Robert Jocelyn et de sa première épouse Charlotte Anderson. Il est député de Old Leighlin de 1743 à 1756 et vérificateur général des comptes de l'Échiquier, de 1750 à sa mort. Il accède à la pairie, à la mort de son père, le 3 décembre 1756. Le 1er décembre 1771, il est créé comte de Roden, de High Roding, dans le comté de Tipperary. À la mort de son cousin, Sir Conyers Jocelyn, 4e baronnet, de Hyde Hall, Hertford, il hérite de ses titres.

## La famille
Le 11 décembre 1752, il épouse Lady Anne Hamilton (1730-1803), fille de James Hamilton et son épouse Henriette Bentinck, fille de Hans Willem Bentinck. Le mariage est heureux, et donne beaucoup de plaisir à son père, qui avait été profondément attristé par la mort de sa propre femme.
Il est mort dans la Rue York, Dublin. Il est remplacé par son fils aîné, Robert Jocelyn. La comtesse douairière, qui a passé une grande partie de sa vie dans son ancienne maison à Tollymore, dans le comté de Down, a décrit les événements de 1798 dans son journal. Elle et son mari ont dix autres enfants.
Leur troisième fils Percy Jocelyn devient évêque de Clogher, mais sa carrière a été ruinée par un célèbre scandale sexuel en 1822, et il a vécu le reste de sa vie sous un nom d'emprunt. Sa disgrâce est connue pour avoir profondément altéré l'état mental de Lord Castlereagh, qui, apparemment, a développé un délire paranoïaque qu'il allait être inculpé dans le cadre de l'affaire. Certains pensent que cela été un facteur majeur du suicide de Castlereagh.